# Најбољи млади играч Јадранске лиге у кошарци
Најбољи млади играч Јадранске лиге у кошарци (енгл. ABA League Top Prospect) годишња је награда коју Јадранска лига додељује на крају сезоне најперспективнијем младом играчу тог такмичења. У конкуренцији су играчи старости до 22 године. Ова награда је по први пут додељена у сезони 2013/14. и тада је добитник био Дарио Шарић. Одабир се врши гласањем тренера (удео од 60%), гледалаца (удео од 30%) и комисије Јадранске лиге (удео од 10%).

## Досадашњи добитници
Легенда:
|  | Играч је у истој сезони био и МВП Јадранске лиге. |

| Сезона   | Играч                  | Клуб                            | Реф.                   |
| -------- | ---------------------- | ------------------------------- | ---------------------- |
| 2013/14. | Дарио Шарић            | Цибона                          |                        |
| 2014/15. | Никола Јокић           | Мега баскет                     | [ 1 ]                  |
| 2015/16. | Анте Жижић             | Цибона (2)                      | [ 2 ]                  |
| 2016/17. | Џона Болден            | ФМП                             | [ 3 ]                  |
| 2017/18. | Џанан Муса             | Цедевита                        | [ 4 ]                  |
| 2018/19. | Гога Битадзе           | Будућност                       | [ 5 ]                  |
| 2019/20. | Награда није додељена. | Награда није додељена.          | Награда није додељена. |
| 2020/21. | Филип Петрушев         | Мега баскет (2)                 | [ 6 ]                  |
| 2021/22. | Никола Јовић           | Мега баскет (3)                 | [ 7 ]                  |
| 2022/23. | Никола Ђуришић         | Мега баскет (4)                 | [ 8 ]                  |
| 2023/24. | Никола Топић           | Црвена звезда / Мега баскет (5) | [ 9 ]                  |
| 2024/25. | Богољуб Марковић       | Мега баскет (6)                 | [ 10 ]                 |

## Број изабраних играча по клубовима
| Клуб          | Број изабраних играча |
| ------------- | --------------------- |
| Мега баскет   | 6                     |
| Цибона        | 2                     |
| Будућност     | 1                     |
| ФМП           | 1                     |
| Цедевита      | 1                     |
| Црвена звезда | 1                     |